# Jorge de Paiva
Jorge de Paiva (13 de mayo de 1887-12 de mayo de 1937) fue un deportista portugués que compitió en esgrima, especialista en la modalidad de espada. Participó en tres Juegos Olímpicos de Verano entre los años 1920 y 1928, obteniendo una medalla de bronce en Ámsterdam 1928 en la prueba por equipos.

## Palmarés internacional
| Juegos Olímpicos | Juegos Olímpicos         | Juegos Olímpicos  | Juegos Olímpicos   |
| Año              | Lugar                    | Medalla           | Prueba             |
| ---------------- | ------------------------ | ----------------- | ------------------ |
| 1928             | Ámsterdam (Países Bajos) | Medalla de bronce | Espada por equipos |